# سیارک ۷۲۲۶
سیارک ۷۲۲۶ (به انگلیسی: 7226 Kryl، نامگذاری:1984QJ) هفت هزار و دویست و بیست و ششمین سیارک کشف شده‌است که در ۲۱ اوت ۱۹۸۴ کشف شد.
قدر مطلق سیارک برابر ۱۲٫۷۰ است.